# Mariner (videojuego)
Mariner es un videojuego creado en 1981 por la empresa Amenip.

## Objetivo del juego
El jugador debe guiar a un submarino armado con torpedos y misiles a través de cinco niveles en los que deberá pelear con diferentes molestias: barcos que disparan, bombas autodirigidas, etc. Al final de cada nivel aparece un submarino arrojando torpedos, el cual debe ser destruido para avanzar de nivel.
El juego se conoce en los Estados Unidos bajo el nombre de "800 Fathoms".